# Rudolph Albert von Kölliker
Rudolph Albert von Kölliker (Rudolf Albert von Koelliker) (Zúrich, 6 de julio de 1817-Wurzburgo, 2 de noviembre de 1905) fue un anatomista, embriólogo, fisiólogo, zoólogo y botánico suizo.
Conocido simplemente como Kolliker, el título von se le aplicó a su apellido. Fue miembro de sociedades científicas de diversos países; en Inglaterra, que visitó más de una vez, donde era muy reputado, la Royal Society lo nombró miembro extranjero en 1860, y en 1897 le concedió el más alto rango de estima: la medalla Copley. Y recibió la medalla linneana en 1902. Descubrió que cada espermatozoide es una célula, la célula germinal masculina.

## Obra
- Handbuch der Gewebelehre (1852)
- Über die Darwin'sche Schöpfungstheorie (1864)
- Entwicklungsgeschichte des Menschen und der höhren Thiere / Akademische Vorträge von Albert Kölliker. 2., ganz umgearb. Aufl. Leipzig: Engelmann, 1879 (1. Aufl. 1861)
- Grundriß der Entwicklungsgeschichte des Menschen und der höheren Tiere (1880, 2. Aufl. 1884)
- Erinnerungen aus meinem Leben. Leipzig: Engelmann, 1899.

- La abreviatura «Koell.» se emplea para indicar a Rudolph Albert von Kölliker como autoridad en la descripción y clasificación científica de los vegetales.[1]